# 特内夫龙
特内夫龙，是西班牙卡斯蒂利亚-莱昂萨拉曼卡省的一个市镇。 总面积40平方公里，总人口223人（2001年），人口密度6人/平方公里。